# HD 181321
HD 181321，又名CD-3513422，SAO 211206、HR 7330，是一颗恒星，视星等为6.48，位于銀經3.33，銀緯-20.9，其B1900.0坐标为赤經19h 14m 53.2s，赤緯-35° -20.9′ 2″。